# Polyura dehanii
Espèce
Polyura dehanii est une espèce de lépidoptères (papillons) de la famille des Nymphalidae et de la sous-famille des Charaxinae. 

## Dénomination
Polyura dehanii a été décrit par John Obadiah Westwood en 1850, sous le nom initial de Nymphalis dehani.
Synonymes : Charaxes kadenii C. & R. Felder, 1860; Eulepis kadeni ; Rothschild & Jordan, 1898.

### Sous-espèces
- Polyura dehanii dehanii; présent à Java.
- Polyura dehanii sulthan (Hagen, 1896); présent à Sumatra[1].

## Écologie et distribution
Il est présent à Java et Sumatra.

### Protection
Pas de statut de protection particulier.